# Wonder (Oregon)
Wonder az Amerikai Egyesült Államok északnyugati részén, Oregon állam Josephine megyéjében, a U.S. Route 199 mentén, a Siskiyou Nemzeti Erdőben elhelyezkedő önkormányzat nélküli település.
Miután John T. Roberson 1902-ben boltot nyitott, a helyiek csodálkozták (angolul wonder), hogy honnan lesz elég bevétele; Roberson boltját később Wonder Store-nak nevezte el. Az 1903 és 1959 között működő posta első vezetője Roberson volt. 1915-ben a helységnek 25 lakosa, valamint egy templomként és iskolaként is használt épülete volt. 1916-ban itt volt a California and Oregon Coast Railroad vasútállomása.
Az 1920-as években a települést a Slate-patak mentén nyugatabbra költöztették.
A közelben fekszik a Wonderi repülőtér.

## Fordítás
Ez a szócikk részben vagy egészben  a   Wonder, Oregon című angol Wikipédia-szócikk ezen változatának fordításán alapul.  Az eredeti cikk szerkesztőit annak laptörténete sorolja fel. Ez a jelzés csupán a megfogalmazás eredetét és a szerzői jogokat jelzi, nem szolgál a cikkben szereplő információk forrásmegjelöléseként.